# La Cogulera (Rodés)
La Cogulera és un turó de 530 m alt del terme comunal de Rodès, de la comarca del Conflent, a la Catalunya del Nord.
És a l'esquerra de la Tet, a prop i al nord-oest de la resclosa del Pantà de Vinçà i davant, també al nord-oest, del Turó de Sant Pere de Bell-lloc. Domina pel costat de ponent la vall del Còrrec de les Cases, on hi havia hagut el poble de Ropidera, o les Cases de Ropidera. Juntament amb el Serrat Blanc és un dels cims culminants de la zona de Ropidera, a l'esquerra de la Tet, del terme de Rodès.